# László Vörös

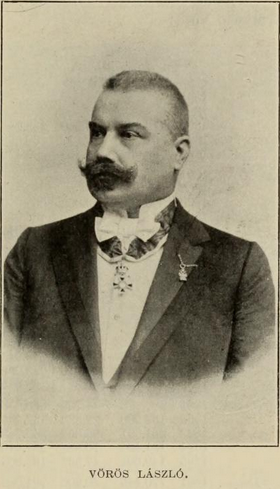
László Vöros in 1897

László Vörös (Pusztadombegyháza, 7 juni 1848 - Boedapest, 23 oktober 1925) was een Hongaars politicus en minister.

## Biografie
Vörös studeerde rechten in Nagyvárad en maakte daarna carrière op het ministerie van Openbare Werken en Transport. Van 1895 tot 1898 was hij staatssecretaris op het ministerie van Handel en van 1895 tot 1905 lid van het Huis van Afgevaardigden voor de Liberale Partij. Hij speelde een belangrijke rol bij de ontwikkeling van de Hongaarse spoorwegen. Zo was hij verantwoordelijk voor de eerste officiële dienstregeling (1882), de oprichting van de spoorweginstellingen (1887) en de instellingen voor de post- en telegrafie-opleidingen (1888). Als regeringscommissaris voor tramvervoer zag hij toe op de elektrificatie van de paardentram en de aanleg van de ondergrondse in Boedapest. Tijdens de regeringscrisis van 1905-1906 was hij minister van Handel in de regering-Fejérváry.